# 乾貴士
乾 貴士（いぬい たかし、1988年6月2日 - ）は、滋賀県近江八幡市出身のプロサッカー選手。Jリーグ・清水エスパルス所属。ポジションはミッドフィールダー、フォワード。元日本代表。
サッカー関係者からは、ラ・リーガで初めて地位を確立した日本人選手とされており、日本人史上初の「通算100試合出場」「通算二桁得点」「通算二桁アシスト」達成者であり（通算成績166試合出場16得点11アシスト）、公式戦でFCバルセロナから得点を記録した選手である。セレッソ大阪の5代目8番。

## 経歴

### プロ入り前
小中学生時代に地元滋賀県のセゾンフットボールクラブに所属していた。2004年、滋賀県立野洲高等学校に進学。2年生で左ウイングのレギュラーをつかみ、一学年上の楠神順平、青木孝太や同級生の田中雄大らとともに、2005年度の第84回全国高等学校サッカー選手権大会に出場、大会優勝を経験した。チーム全体で高い技術力を誇ったことより、セクシーフットボールと呼ばれ、その中心を担った。連覇を目指した選手権大会では、直前にスパイクを盗まれる事件に巻き込まれながらも 2得点を挙げた。しかし、チームは3回戦敗退を喫した。

### クラブ経歴

#### 横浜F・マリノス
2007年に横浜F・マリノスへ入団。J1第2節・対横浜FC戦でプロデビューを果たしたものの、以降は横浜FMの厚い選手層に阻まれ、なかなか出場機会を得られなかった。当時は誰とも喋れず、一人で練習することが多かったが、当時の水沼貴史コーチには、シュート練習や苦手な左足の特訓にも付き合ってもらっていた。

#### セレッソ大阪
2008年6月、J2のセレッソ大阪へ期限付き移籍し、香川真司と息の合ったプレーを披露。第25節でJリーグ初得点、アシストは香川だった。香川と共にJ2に沈むチームの希望の光となった。チームはJ1昇格はならなかったが、シーズン終了後に活躍を認められセレッソ大阪に完全移籍。
2009年は5月23日のアビスパ福岡戦、11月8日のザスパ草津戦で、1試合4得点（ハットトリック）を決め、チームの4年ぶりのJ1昇格に貢献した。香川との連携が猛威を振るい47試合出場で20得点14アシストという記録を残した。得点ランキング4位、アシスト数は香川に次ぐリーグ2位だった。2008年から2009年度まで乾が得点した試合は無敗だった。J2所属ながら日本代表に選出された。
2010年、香川が夏にボルシア・ドルトムントへ移籍したため、コンビは解消となったが、清武弘嗣、家長昭博らと共に本年も中心選手として活躍し、優秀選手賞を受賞。2011年、金甫炅、倉田秋と共に活躍し移籍までのリーグ戦14試合に出場し5得点を決めていた。

#### VfLボーフム
2011年8月1日、ドイツ2部のVfLボーフムに完全移籍。11年8月から14年6月末までの3年契約で、ボーフム側に1年の延長オプション付き。8月12日のFCザンクトパウリ戦にトップ下で先発出場。以後レギュラーに定着し、リーグ戦30試合に出場し、チームトップの7得点を記録するもチームは低迷し、1部昇格を逃した。

#### フランクフルト
2012年6月25日、ドイツ1部に1年ぶりに昇格するアイントラハト・フランクフルトへの完全移籍の合意が、両チームから公式発表された。9月16日、ホームのハンブルガーSV戦でブンデスリーガ初ゴールを決めた。その後2試合でもゴールを決め、3試合連続ゴールを達成した。最終的に2012-13シーズンのブンデスリーガ所属の日本人選手最多となる6ゴールを挙げる活躍を見せ、チームのUEFAヨーロッパリーグ出場権獲得に貢献した。
2013-14シーズンは、序盤こそ出場機会があったが、徐々に出番が減り第28節以降は出場機会がなく、最終的にリーグ戦では無得点に終わった。2014-15シーズンは、リーグ戦の得点は1点に留まったが、シーズン通して出場機会は確保した。

#### SDエイバル
2015年8月27日、リーガ・エスパニョーラのSDエイバルへ完全移籍。乾の念願だったというスペインでのプレーが実現することになった。エイバルは大きなお金を動かしたことがなかったため、乾は移籍が厳しいとなったときに「給料いらない」「その分を移籍金に使ってください」と代理人に伝えた。クラブ史上初のアジア人選手となった。2015年9月23日、リーガ・エスパニョーラ第5節レバンテUD戦において、トップ下スタメンでリーガデビュー。2016年1月10日、リーガ・エスパニョーラ第19節のRCDエスパニョール戦でリーグ戦初得点。
2016-2017シーズンでは、2016年11月26日に行われた第13節のレアル・ベティス戦で今季初アシストを記録した。2017年1月8日、リーグ戦のアトレティコ・マドリード戦ではキレのあるプレーを見せて存在感を発揮するも敗戦した。1月22日、第19節のFCバルセロナ戦では11試合連続でスタメン出場を果たし、大久保嘉人の記録を塗り替えるリーガ・エスパニョーラにおける日本人最多出場記録を更新した。4月1日、ビジャレアルCF戦で今季初得点を決めた。5月21日、最終節のFCバルセロナ戦では2得点の活躍をし、日本人として初めてバルセロナから得点を奪った。このバルセロナ戦での活躍は日本でも大きく報じられ、日本代表の岡崎慎司からは「サッカー小僧が伝説残した」と語られた。
2017-18シーズンでは、12月16日に行われた第16節のバレンシアCF戦で今季初得点を決めた。続く第17節のジローナFC戦では、今季リーガ最速41秒での先制点とリーガエスパニョーラ通算70000ゴール目となる追加点を決めた。これらの活躍が評価され、12月の月間MVPの候補にFCバルセロナのルイス・スアレス、デポルティーボ・アラベスのイバイ・ゴメスと共に選ばれた。リーグ1部9位というクラブ史上最高成績に貢献した。

#### レアル・ベティス
2018年6月1日、レアル・ベティスと2021年までの3年契約を締結したことが発表された。入団会見やプレシーズンマッチでは、ロシアW杯と同じ背番号「14」を付けていたが、乾より後に移籍してきたウィリアム・カルヴァーリョが背番号14を希望し、乾はカルヴァーリョに「14」を譲りエイバル時代と同じ背番号「8」を付ける事となった。8月17日、ラ・リーガ開幕節レバンテUD戦にて途中出場し、移籍後リーグ戦初出場となった。
その後は序盤こそ試合に出ていたものの、徐々に出場機会を失い定位置を確保できず、最終的にリーグ戦8試合の出場にとどまった。

#### アラベス
2019年1月24日、出場機会を求めてデポルティーボ・アラベスとシーズン終了までの期限付き移籍が発表された。背番号は「11」。2月23日、第25節のセルタ・デ・ビーゴ戦で日本人史上初となるリーガ・エスパニョーラ通算100試合を達成した。3月2日のビジャレアルCF戦で、移籍後初ゴールを決め、2-1での勝利に導いた。更に続く9日の古巣エイバル戦でもゴールを決めた。

#### SDエイバル復帰
2019年7月24日、約1年ぶりにエイバルへ復帰することが発表された。契約期間は3年。背番号は「22」。12月20日、第18節のグラナダCF戦で復帰後初得点を決めた。このシーズン、リーグ戦29試合に出場し2得点を記録。チームの一部残留に貢献した。
2020-21シーズン、背番号を「14」に変更。しかし、同シーズンはリーガ最下位におわり、セグンダ・ディビシオン降格が決定。2021年6月28日に退団が発表された。過去に挑戦した日本人選手らが「アジア人は人として見下されてる」と評したスペイン1部リーグで、6シーズンに渡ってプレーし、成功を収めて、日本人選手のみならず、アジア人選手の価値を高めた。

#### 10年振りのセレッソ大阪復帰
2021年8月31日、セレッソ大阪復帰が正式に発表された。背番号は23番。背番号に関して、クラブからは以前のセレッソ所属時の背番号であり、2019年シーズン終了後の水沼宏太の横浜F・マリノスへの移籍後、空き番号となっていた7番を用意されたが、乾がセレッソから海外移籍した際の年齢であった23で再スタートしたいという思いや、かつてセレッソに在籍していた山下達也が付けていたことから23番を選択した。
2022年1月17日、自らクラブに志願して、背番号を森島寛晃、香川真司、清武弘嗣、柿谷曜一朗が付けたセレッソ大阪のエースナンバーである「8」番に変更した。4月2日、アウェイで行われた川崎フロンターレ戦で、スペイン・エイバル時代に培った守備のポジショニングを表現し、相手のストロングポイントを消す仕事を請け負ったうえで、2ゴールを奪い勝利に貢献した。また、フロンターレのホーム無敗記録をJ1記録タイの25でストップさせることになった。
左サイドハーフで主力として起用され、守備だけでなく、リーグ戦5試合出場3得点1アシスト(公式戦計6試合出場4得点1アシスト)と数字上でも活躍しており、「クラブを強くしたい」「背番号変更が無駄ではなかったことを必ずプレーで証明する」という思いを体現していたが、後にクラブから練習参加を禁じられる重いペナルティーを受ける事態になった(詳細後述）。チームは乾の不在後、15試合でわずか3敗だった。2022年6月9日、クラブとの契約を両者合意で解消し退団したことが発表された。「申し訳ありません。当初の自分の行動で、皆さんにご迷惑をおかけした点については反省してますし、関係する方々にも謝罪もさせていただきました。大好きなサッカーを続けていくために、今日の結論に至りました。ファン・サポーターの皆さん、これまでともに戦った選手・スタッフ、セレッソに関わる全ての人たちには感謝の思いでいっぱいです。僕はセレッソ大阪の選手ではなくなりますが、セレッソの選手としてこれまで全力でプレーしてきました。これからもセレッソ大阪を応援しています」などと謝罪と感謝の想いを示した。
その後、6月15日よりファジアーノ岡山の練習に当面の間、参加することが決まった。なお、本練習参加は、契約前提ではなく、コンディション調整が目的であり、ファジアーノの木山隆之監督と乾に親交があったことで練習参加が決まった。

#### 清水エスパルス
2022年7月22日、清水エスパルスへの完全移籍が発表された。チームは最下位でJ2降格圏に沈んでいた。8月27日の京都サンガF.C.戦で加入後初ゴールを決めてチームの勝利に貢献した。2023年よりチームはJ2に降格したが、契約を更新した。秋葉忠宏監督就任以降はトップ下で起用されて躍動、第14節のいわきFC戦では先制点と3アシストを決めて、9-1の勝利に貢献、9得点はクラブ史上最多得点記録となった。他の選手とは1段、2段違った力を発揮し、第25節ではフランクフルト在籍時以来の3試合連続得点を決めて、チームは3連勝となった。7月のJ2月間ベストゴールを受賞した。第38節の静岡ダービーのジュビロ磐田戦では決勝点を決めて1-0の勝利に貢献した。第41節の大宮アルディージャ戦では1ゴール1アシストの結果を残して4-0の勝利に貢献するうえに、個人記録として10ゴール10アシストも達成した。10アシストはJ2最多トップの記録、J2最優秀ゴール賞とベストイレブンを受賞した。2024年、リーグ戦30試合出場でJ2優勝J1昇格に貢献、スルーパス総数はJ2最多で多くのチャンスを作った。2025年、第12節では後半から出場し、試合の流れを変えドリブルから逆転弾となるミドルシュートを決めて逆転勝ちに貢献した。第13節ではハーフラインからドリブル突破でゴールを決めるなど全得点に絡む存在感をみせつけ勝利に貢献した。

## 代表経歴
2006年、U-21日本代表に選出されて2試合に途中出場した。
2009年、J2所属でありながらA代表に選出された。1月20日、アジアカップ・カタール大会の予選、イエメン戦で金崎夢生とともにA代表デビュー。
2014年11月14日、約1年ぶりの代表復帰となったキリンチャレンジカップ・ホンジュラス戦で代表初得点を決めた。
2017年5月25日、日本代表のメンバーに選出され、6月7日に行われたキリンチャレンジカップ2017シリア戦にて途中出場し、2年ぶりの代表戦復帰を果たした。その後も度々召集され、香川真司不在の際は10番を背負う事もあった。
その後代表から遠ざかり、2018 FIFAワールドカップへのメンバー入りは難しいと思われたが、大会直前に監督が西野朗に交代した影響により、滑り込みでメンバー入りを果たした。当時の体重は59kgで大会最軽量プレーヤーの一人であった。当初は宇佐美貴史の控えに構想されていたが、宇佐美が精彩を欠く中、サブメンバー中心で臨んだパラグアイとの調整試合で2得点し、本大会ではスタメンに起用される。グループリーグ第2戦のセネガル戦でワールドカップ自身初得点を決め決勝トーナメント進出に貢献。1回戦の ベルギー戦でも、ティボ・クルトゥワが守るゴールマウスから、チーム2点目となるミドルシュートを決めたが、チームは逆転で敗れベスト16で大会を去った。
大会終了後には、FIFA公式による驚きの活躍を見せた5人に選出されたほか、イギリスの『テレグラフ』選出のロシアワールドカップで活躍した50選手にも日本人で唯一選出された。
2019年1月5日、練習中に負傷離脱となった中島翔哉に代わり、AFCアジアカップ2019の日本代表メンバーに追加召集され、背番号10を背負うこととなった。

## 人物
- 日本代表では特に岡崎慎司と仲が良い。同じ元日本代表の大迫勇也からは特別な距離感があると語られている[65]。
- 阪神タイガースのファンであり、2023年の日本シリーズでは現地で阪神の日本一の瞬間を見届けている[66][67]。阪神に所属する岩崎優が清水区出身のエスパルスファンという縁もあって対談が実現し、2024年の清水の新体制発表会見で「サポーター代表」として登場した岩崎へ乾からユニフォームがプレゼントされた。
- 海外時代のオフには幾度となくセレッソ大阪の練習に参加しており、クラブ発信の公式情報では"練習生"として表記された[68]。また2018年7月23日、所属事務所が同じ内田篤人、大迫勇也、土居聖真が在籍していたこともあり鹿島アントラーズの練習にも練習生として参加した[69]。
- 負けず嫌いな性格で、ファールや負けている状況での交代などで怒りを見せるなど感情を露わにする事がある[70]。また、2008年途中から同学年の香川真司と共闘し始めた頃には「貴士は真司を相当意識していた」と小菊昭雄コーチ(当時)が語っている他、香川が試合でゴールを決めても喜ばず、逆に乾がゴールを決めても香川は喜ばない時もあった[71]。香川がボルシア・ドルトムントで主力として大きな活躍を見せていた頃には「俺は(ブンデスリーガ)2部で残留争いをしていた。正直『この移籍は正解だったのかな』と疑問に思ったこともあった。でも『早く真司がいる1部に行かないと』と思って、自分のパフォーマンス、モチベーションを落とさないで日々を過ごした」と語った[72]。後に「僕は味方の良い部分を引き出そうと思っていて“こうやったら味方がフリーになる”と考えながらプレーしていますが、真司もまったく同じことを思っているから、お互いの良さを引き出し合える」と話しており、香川は「特に会話をしているわけでもないのに、インスピレーションが一緒で、ゴールに対して、同じ絵を描いていることが多いんです」と話しており[73]、2018年、二人が初めてそろって出場したワールドカップではお互いのゴールを喜んでいた[71]。また、2023年には香川をJリーグ歴代ベストイレブンに選出している[74]。
- 感情を露わにする事については2022年時点においても「淡々とやれるなら、それはそれでいいと思いますよ。相手も分かりにくいし、メンタルによるプレーの波も出ない。自分はそういうのがコントロールできないから。自分はメンタルに左右される部分が大きいですし、それがかなりプレーに出やすい。分かりやすいタイプですよね。」と自身の不安定なメンタル面を話した他、「やってしまう可能性は昔からあった」と自制心が欠けている一面を話した[75][76]。
- こうしたふるまいが原因となる謹慎処分を、C大阪所属時に2度受けている。
  - 2011年5月24日、史上初めてACLで実現した大阪ダービーで乾は先発出場。しかし、前半のみで交代を命じられ、ハーフタイム中に自身のプレイの不甲斐なさに対してシャワー室のガラスを叩き割って怒りを露わにした。レヴィー・クルピ監督がこの行為を自らの采配に対する造反と看做し激怒、1週間の謹慎と公式戦4試合の出場停止の処分を受けた[77][78]。
  - 2022年4月5日に行われた柏レイソル戦において、ゲーム主将として先発出場していた乾は途中交代を命じられ、ベンチに戻る際に労をねぎらった小菊昭雄監督らの手を払いのけ[79][80] スタッフに暴言を吐き、試合後にも控え室や風呂場にて「チーム規律・秩序を乱す行動」を取るなど収拾のつかない事態を引き起こした[78][81]。小菊は「負けず嫌いな性格で、責任感がああいった形になった」「セルフコントロールをしていかないといけない」[79] と反省は求めつつも乾の行為に一定の理解は示したが、クラブは交代後の行動を極めて問題視し、翌日以降の練習場への立ち入り禁止に加えて練習・試合への参加を禁じる暫定的な措置を下した[79][82]。練習や試合での味方への指示の仕方がリスペクトに欠ける内容であったり、選手起用に関して進言する“越権行為”など、チームを強くするという使命感の強さから、度を越えた振る舞いもあった[44]。最終的に「同じ方向を向いて戦わなければならないのに、規律を乱した」一致団結するチームの輪を乱す行為として[83] 処分開始から計8試合の公式戦出場停止及び1ヶ月間のチーム全体練習への参加禁止という1度目を上回る重い処分を下した[81]。一連の処分に小菊の意向は関わっていない[79]。
  - 2022年5月14日の名古屋戦をもって全処分が解除されたが、5月16日に再開した全体練習に乾は参加しなかった。翌17日、クラブが乾の体調の問題として当面の全体練習不参加を公表。 5月中旬に森島社長らクラブ幹部が乾との面談を複数回実施。全体練習合流を促すも物別れに終わった。5月28日、森島社長が乾について「すっと（チームに戻るの）は、なかなか難しいものがある」と説明。6月9日、双方合意の下契約解除を発表[84]。クラブから許しを得て練習場を使わせてもらいながら、1人で練習していた時には、玉田圭司と酒本憲幸やトレーナーが知り合いの学生を呼んで練習に付き合ってくれた[85]。
- 柴崎岳がスペイン2部へ移籍した際に批判したセルジオ越後と舌戦を繰り広げたことがあり、後に2018年7月20日放送の『ダウンタウンなう』に出演した際に松本人志から「セルジオ越後さんとかすごい辛口じゃないですか」と振られると、「めっちゃ嫌い」と即答し「あの人ダメなんですよね。なんなんすかね。いつか言いたいと思ってたんですよ」と述べた[86]。
- 平均身長約178cmのJリーグにおいては160cm台は小柄であり、本人曰く「子供の頃から小さかったし、フィジカルは海外でもJでも弱い方」「どれだけ相手に触れられないようプレーするか常に考えている。触れられても、最悪ファールを貰えれば良いという考え。」と答えた[87]。
- 2004年、高校1年の時に、セレッソ大阪の当時のスカウト担当であった小菊昭雄氏にリストアップされていたが、翌年に小菊氏が異動になったため、乾がそれを知ることはなかった。(乾は2008年の夏にセレッソに移籍したため結果的には入団が実現した)
- セレッソ大阪復帰会見では、大好きなチームとしたうえで「元気な選手がいない、それは自分が担って行けたら。」「球際の弱さはちょっとずつでも改善しないといけない」と早速指摘した[88][89]。
- 2022年3月1日のインタビューで「昔のイメージで語らないでください。1対1の勝負で打開する力は落ちてきている。ボールを持った時に、周りを使って局面を打開するアイデアはいろいろ出てきますけど、長いドリブルはできなくなってきてますね。」「今年できるかはわかりませんが、ボランチをやってみたいんです」とポジション変更の将来像を述べた[90]。
- 2022年3月2日、日本代表への思いを聞かれて「今はあんまり考えてないですね。それに若いアタッカーが次々と出てきてますからね。三笘君は別格。ドリブルはレベルが違うかなと感じます。それだけじゃなくて、シュートもうまいし、パスもうまい。ベルギーからプレミアリーグみたいな高いレベルのリーグに早くステップアップしてほしいし、代表でもレギュラーに定着してもらいたいと思います。やっぱり先々を考えても三笘君がいると全然違うと思うんで、ホントに楽しみですね」[76]と語った。
- 2023年12月2日、J1昇格プレーオフの東京ヴェルディ戦で、後半アディショナルタイムに、同僚の高橋祐治がペナルティーエリア内で相手FWの染野唯月をスライディングで倒してPKを与えた事について、「（高橋は）滑る必要はなかった。前の選手たちも、もっと点を取るチャンスがあったので、自分たちが点を取っていれば、ああいうのがあっても勝てた。無駄なファウルをしてしまうところは反省しないといけない。祐治自身もわかってると思うけど、水戸戦で失点に絡んだところもそうだし、もうちょっと賢くならないと」と述べた[91]。また勝負弱さが目立つチームの現状には「ここで勝てばという試合がシーズン通して何回もあったし、それを勝ちきれなかった。今回も1-0で終われれば上がれていた。ああいうミスをしてしまうというのはJ2のチームだということ」「一人一人のクオリティーはJ1のチームでもおかしくないけど、結局はJ2で4位。去年からずっとそうなので。結局勝ちきれない、ロスタイムに追いつかれるとかが続いているので何かを変えなければいけない。」とも述べている[92]。

### 評価
- 水沼貴史は、「トラップで次のプレーにつながっていくような止め方をする。ボールを止めるだけで観客を魅了できる選手はとても貴重です。ドリブルも乾の魅力。本人は「シザースできないですから」と言っていますが、まさに特別な技をするわけではないんですよね。緩急だったり、ボールの止め方だったり、仕掛ける角度だったり。そういうプレーは子どもたちにとってもお手本になるので、たくさん目に焼き付けてほしい。サッカーを楽しむ乾の姿をこれからも見守っていきたいと思います。」と話した[85]。
- 2021年12月に中村俊輔は「スペイン・リーグが一番難しい」「日本人にはオススメできない」「アジリティ、戦術理解度、フィジカル能力が高い。ずる賢いし全部が備わっている」「上手くなるし、自信もなくなるよ」としながらも「乾君は凄いと思う。エイバルで左サイドのポジションを確立して、ずっとレギュラーを獲り続けたというのは、プレーもそうだけど、みんなから一目置かれる人間としての器も大きかったんだと思う」と話し「もちろん、乾君みたいにうまくいくこともあるし、久保君みたいに若くして行って、揉まれてという成功もあるけど、試合に出られなくても、２部であったとしても成功だと思う」という見解も示した[93]。
- スペインのエイバルでは、ゾーン・ディフェンスを徹底するホセ・ルイス・メンディリバル監督の下、ポジショニングでの守備を学んだ[87]。乾自身も守備のポジショニングが最も成長したと感じており「ワールドカップで結果を残したいと考えた時に、フィジカル勝負では勝てません。でも、全員で組織的な守備ができれば、チャンスがあると思っています。海外に出てから、強く思った部分です。」という話もしている[87]。ホセ・ルイス・メンディリバル監督は「自分のサイドハーフに求める事は中盤から前線で良い守備を見せることだ。前へと走り、実際に相手を圧迫することなんだよ」と説明しており、乾について「怪物」「サイドハーフでは最高だ。守備的にもね 」などと評価した[94][95]。

## 所属クラブ
- 1995年 - 2004年 セゾンフットボールクラブ
- 2004年 - 2006年 滋賀県立野洲高等学校
- 2007年 - 2008年 横浜F・マリノス
  - 2008年6月 - 同年12月 セレッソ大阪（期限付き移籍）
- 2009年 - 2011年7月 セレッソ大阪
- 2011年8月 - 2012年 VfLボーフム
- 2012年 - 2015年 アイントラハト・フランクフルト
- 2015年 - 2018年 SDエイバル
- 2018年 - 2019年 レアル・ベティス
  - 2019年1月 - 同年6月 デポルティーボ・アラベス（期限付き移籍）
- 2019年 - 2021年 SDエイバル
- 2021年 - 2022年6月 セレッソ大阪
- 2022年7月 - 清水エスパルス

## 個人成績
| 国内大会個人成績 | 国内大会個人成績 | 国内大会個人成績 | 国内大会個人成績 | 国内大会個人成績 | 国内大会個人成績 | 国内大会個人成績 | 国内大会個人成績 | 国内大会個人成績 | 国内大会個人成績 | 国内大会個人成績 | 国内大会個人成績 |
| 年度             | クラブ           | 背番号           | リーグ           | リーグ戦         | リーグ戦         | リーグ杯         | リーグ杯         | オープン杯       | オープン杯       | 期間通算         | 期間通算         |
| 年度             | クラブ           | 背番号           | リーグ           | 出場             | 得点             | 出場             | 得点             | 出場             | 得点             | 出場             | 得点             |
| 日本             | 日本             | 日本             | 日本             | リーグ戦         | リーグ戦         | リーグ杯         | リーグ杯         | 天皇杯           | 天皇杯           | 期間通算         | 期間通算         |
| ---------------- | ---------------- | ---------------- | ---------------- | ---------------- | ---------------- | ---------------- | ---------------- | ---------------- | ---------------- | ---------------- | ---------------- |
| 2007             | 横浜FM           | 19               | J1               | 7                | 0                | 3                | 0                | 0                | 0                | 10               | 0                |
| 2008             | 横浜FM           | 19               | J1               | 0                | 0                | 3                | 0                | -                | -                | 3                | 0                |
| 2008             | C大阪            | 31               | J2               | 20               | 6                | -                | -                | 2                | 0                | 22               | 6                |
| 2009             | C大阪            | 7                | J2               | 47               | 20               | -                | -                | 1                | 1                | 48               | 21               |
| 2010             | C大阪            | 7                | J1               | 33               | 4                | 6                | 0                | 2                | 1                | 41               | 5                |
| 2011             | C大阪            | 7                | J1               | 14               | 5                | -                | -                | -                | -                | 14               | 5                |
| ドイツ           | ドイツ           | ドイツ           | ドイツ           | リーグ戦         | リーグ戦         | リーグ杯         | リーグ杯         | DFBポカール      | DFBポカール      | 期間通算         | 期間通算         |
| 2011-12          | ボーフム         | 11               | ブンデス2部      | 30               | 7                | -                | -                | 2                | 0                | 32               | 7                |
| 2012-13          | フランクフルト   | 8                | ブンデス1部      | 33               | 6                | -                | -                | 1                | 0                | 34               | 6                |
| 2013-14          | フランクフルト   | 8                | ブンデス1部      | 14               | 0                | -                | -                | 2                | 1                | 16               | 1                |
| 2014-15          | フランクフルト   | 8                | ブンデス1部      | 27               | 1                | -                | -                | 2                | 0                | 29               | 1                |
| 2015-16          | フランクフルト   | 8                | ブンデス1部      | 1                | 0                | -                | -                | 1                | 0                | 2                | 0                |
| スペイン         | スペイン         | スペイン         | スペイン         | リーグ戦         | リーグ戦         | 国王杯           | 国王杯           | オープン杯       | オープン杯       | 期間通算         | 期間通算         |
| 2015-16          | エイバル         | 8                | プリメーラ       | 27               | 3                | 2                | 0                | -                | -                | 29               | 3                |
| 2016-17          | エイバル         | 8                | プリメーラ       | 28               | 3                | 2                | 0                | -                | -                | 30               | 3                |
| 2017-18          | エイバル         | 8                | プリメーラ       | 34               | 5                | 1                | 0                | -                | -                | 35               | 5                |
| 2018-19          | ベティス         | 8                | プリメーラ       | 8                | 0                | 2                | 0                | -                | -                | 10               | 0                |
| 2018-19          | アラベス         | 11               | プリメーラ       | 12               | 2                | 0                | 0                | -                | -                | 12               | 2                |
| 2019-20          | エイバル         | 22               | プリメーラ       | 29               | 2                | 0                | 0                | -                | -                | 29               | 2                |
| 2020-21          | エイバル         | 14               | プリメーラ       | 28               | 1                | 2                | 0                | -                | -                | 30               | 1                |
| 日本             | 日本             | 日本             | 日本             | リーグ戦         | リーグ戦         | リーグ杯         | リーグ杯         | 天皇杯           | 天皇杯           | 期間通算         | 期間通算         |
| 2021             | C大阪            | 23               | J1               | 8                | 1                | 4                | 0                | -                | -                | 12               | 1                |
| 2022             | C大阪            | 8                | J1               | 5                | 3                | 1                | 1                | 0                | 0                | 6                | 4                |
| 2022             | 清水             | 33               | J1               | 10               | 1                | -                | -                | -                | -                | 10               | 1                |
| 2023             | 清水             | 33               | J2               | 32               | 10               | 3                | 0                | 0                | 0                | 35               | 10               |
| 2024             | 清水             | 33               | J2               | 30               | 5                | 0                | 0                | 1                | 0                | 31               | 5                |
| 2025             | 清水             | 33               | J1               |                  |                  | 0                | 0                | 3                | 0                | 3                | 0                |
| 通算             | 日本             | 日本             | J1               | 77               | 14               | 17               | 1                | 5                | 1                | 99               | 16               |
| 通算             | 日本             | 日本             | J2               | 129              | 41               | 3                | 0                | 3                | 1\|\|\|135\|\|42 |                  |                  |
| 通算             | ドイツ           | ドイツ           | ブンデス1部      | 75               | 7                | -                | -                | 6                | 1                | 81               | 8                |
| 通算             | ドイツ           | ドイツ           | ブンデス2部      | 30               | 7                | -                | -                | 2                | 0                | 32               | 7                |
| 通算             | スペイン         | スペイン         | プリメーラ       | 166              | 16               | 9                | 0                | -                | -                | 175              | 16               |
| 総通算           | 総通算           | 総通算           | 総通算           | 477              | 85               | 29               | 1                | 16               | 3                | 522              | 89               |

| 国際大会個人成績 | 国際大会個人成績 | 国際大会個人成績 | 国際大会個人成績 | 国際大会個人成績 |
| 年度             | クラブ           | 背番号           | 出場             | 得点             |
| AFC              | AFC              | AFC              | ACL              | ACL              |
| ---------------- | ---------------- | ---------------- | ---------------- | ---------------- |
| 2011             | C大阪            | 7                | 7                | 4                |
| 2021             | C大阪            | 23               | 1                | 0                |
| UEFA             | UEFA             | UEFA             | UEFA EL          | UEFA EL          |
| 2013-14          | フランクフルト   | 8                | 6                | 1                |
| 2018-19          | ベティス         | 8                | 4                | 0                |
| 通算             | AFC              | AFC              | 8                | 4                |
| 通算             | UEFA             | UEFA             | 10               | 1                |

その他の国際公式戦
- 2013年
  - UEFAヨーロッパリーグ 2013-14 予選プレーオフ 2試合1得点

その他の公式戦
- 2023年
  - J1昇格プレーオフ 2試合0得点

### 記録
- Jリーグ初出場 - 2007年3月10日 J1 第2節 対横浜FC戦（三ツ沢球技場）
- Jリーグ初得点 - 2008年7月9日 J2 第25節 対モンテディオ山形戦（NDソフトスタジアム山形）
- A代表初出場 - 2009年1月20日 アジアカップ・カタール大会予選 対イエメン戦（熊本県民総合運動公園陸上競技場）
- Aマッチ初得点 - 2014年11月14日 キリンチャレンジカップ 対ホンジュラス戦（豊田スタジアム）
- ブンデスリーガ初出場 - 2012年8月25日 第1節 対バイエル・レバークーゼン戦（ヴァルトシュタディオン）
- ブンデスリーガ初得点 - 2012年9月16日 第3節 対ハンブルガーSV戦（ヴァルトシュタディオン）
- 第84回全国高等学校サッカー選手権大会（2005年度）優秀選手
- 第85回全国高等学校サッカー選手権大会（2006年度）優秀選手

## 日本代表歴

### 出場大会
- 日本代表
  - 2013年 - FIFAコンフェデレーションズカップ2013
  - 2015年 - AFCアジアカップ2015
  - 2017年 - 2018 FIFAワールドカップ・アジア3次予選
  - 2018年 - 2018 FIFAワールドカップ
  - 2019年 - AFCアジアカップ2019

### 試合数
- 国際Aマッチ 36試合 6得点（2009年 - 2019年）

| 日本代表 | 国際Aマッチ | 国際Aマッチ |
| 年       | 出場        | 得点        |
| -------- | ----------- | ----------- |
| 2009     | 1           | 0           |
| 2010     | 2           | 0           |
| 2011     | 0           | 0           |
| 2012     | 3           | 0           |
| 2013     | 6           | 0           |
| 2014     | 2           | 2           |
| 2015     | 5           | 0           |
| 2016     | 0           | 0           |
| 2017     | 6           | 0           |
| 2018     | 6           | 4           |
| 2019     | 5           | 0           |
| 通算     | 36          | 6           |

### 出場
| No. | 開催日         | 開催都市         | スタジアム                               | 対戦国           | 結果         | 監督           | 大会                                    |
| --- | -------------- | ---------------- | ---------------------------------------- | ---------------- | ------------ | -------------- | --------------------------------------- |
| 1.  | 2009年1月20日  | 熊本             | 熊本県民総合運動公園陸上競技場           | イエメン         | ○2-1         | 岡田武史       | AFCアジアカップカタール予選             |
| 2.  | 2010年1月5日   | サナア           | アリー・ムフセン・スタジアム             | イエメン         | ○3-2         | 岡田武史       | AFCアジアカップ2011予選                 |
| 3.  | 2010年9月7日   | 大阪             | 大阪長居スタジアム                       | グアテマラ       | ○2-1         | 原博実         | キリンチャレンジカップ2010              |
| 4.  | 2012年2月29日  | 豊田             | 豊田スタジアム                           | ウズベキスタン   | ●0-1         | ザッケローニ   | 2014 FIFAワールドカップ・アジア3次予選  |
| 5.  | 2012年10月12日 | サン＝ドニ       | スタッド・ド・フランス                   | フランス         | ○1-0         | ザッケローニ   | 国際親善試合                            |
| 6.  | 2012年10月16日 | ヴロツワフ       | スタディオン・ヴロツワフ                 | ブラジル         | ●0-4         | ザッケローニ   | 国際親善試合                            |
| 7.  | 2013年2月6日   | 神戸             | ホームズスタジアム神戸                   | ラトビア         | ○3-0         | ザッケローニ   | キリンチャレンジカップ2013              |
| 8.  | 2013年3月22日  | アル・アイン     | ハリファインターナショナルスタジアム     | カナダ           | ○2-1         | ザッケローニ   | 国際親善試合                            |
| 9.  | 2013年3月26日  | アンマン         | アンマン国際スタジアム                   | ヨルダン         | ●1-2         | ザッケローニ   | 2014 FIFAワールドカップ・アジア最終予選 |
| 10. | 2013年5月30日  | 豊田             | 豊田スタジアム                           | ブルガリア       | ●0-2         | ザッケローニ   | キリンチャレンジカップ2013              |
| 11. | 2013年6月15日  | ブラジリア       | エスタジオ・ナシオナル・デ・ブラジリア   | ブラジル         | ●0-3         | ザッケローニ   | FIFAコンフェデレーションズカップ2013    |
| 12. | 2013年10月11日 | ノビサド         | スタディオン・カラジョルジェ             | セルビア         | ●0-2         | ザッケローニ   | 国際親善試合                            |
| 13. | 2014年11月14日 | 豊田             | 豊田スタジアム                           | ホンジュラス     | ○6-0         | アギーレ       | キリンチャレンジカップ2014              |
| 14. | 2014年11月18日 | 大阪             | ヤンマースタジアム長居                   | オーストラリア   | ○2-1         | アギーレ       | キリンチャレンジカップ2014              |
| 15. | 2015年1月12日  | ニューカッスル   | ニューカッスル・スタジアム               | パレスチナ       | ○4-0         | アギーレ       | AFCアジアカップ2015                     |
| 16. | 2015年1月16日  | ブリスベン       | ブリスベン・スタジアム                   | イラク           | ○1-0         | アギーレ       | AFCアジアカップ2015                     |
| 17. | 2015年1月20日  | メルボルン       | メルボルン・レクタンギュラー・スタジアム | ヨルダン         | ○2-0         | アギーレ       | AFCアジアカップ2015                     |
| 18. | 2015年1月23日  | シドニー         | スタジアム・オーストラリア               | アラブ首長国連邦 | ●1-1 (PK4-5) | アギーレ       | AFCアジアカップ2015                     |
| 19. | 2015年3月31日  | 東京             | 東京スタジアム                           | ウズベキスタン   | ○5-1         | ハリルホジッチ | JALチャレンジカップ2015                 |
| 20. | 2017年6月7日   | 東京             | 東京スタジアム                           | シリア           | △1-1         | ハリルホジッチ | キリンチャレンジカップ2017              |
| 21. | 2017年8月31日  | さいたま         | 埼玉スタジアム2002                       | オーストラリア   | ○2-0         | ハリルホジッチ | 2018 FIFAワールドカップ・アジア最終予選 |
| 22. | 2017年10月6日  | 豊田             | 豊田スタジアム                           | ニュージーランド | ○2-1         | ハリルホジッチ | キリンチャレンジカップ2017              |
| 23. | 2017年10月10日 | 横浜             | 日産スタジアム                           | ハイチ           | △3-3         | ハリルホジッチ | キリンチャレンジカップ2017              |
| 24. | 2017年11月10日 | リール           | スタッド・ピエールモーロワ               | ブラジル         | ●1-3         | ハリルホジッチ | 国際親善試合                            |
| 25. | 2017年11月14日 | ブルッヘ         | ヤン・ブレイデルスタディオン             | ベルギー         | ●0-1         | ハリルホジッチ | 国際親善試合                            |
| 26. | 2018年6月8日   | ルガーノ         | スタディオ・コルナレド                   | スイス           | ●0-2         | 西野朗         | 国際親善試合                            |
| 27. | 2018年6月12日  | インスブルック   | チボリ・シュタディオン                   | パラグアイ       | ○4-2         | 西野朗         | 国際親善試合                            |
| 28. | 2018年6月19日  | サランスク       | モルドヴィア・アリーナ                   | コロンビア       | ○2-1         | 西野朗         | 2018 FIFAワールドカップ                 |
| 29. | 2018年6月24日  | エカテリンブルク | エカテリンブルクアリーナ                 | セネガル         | △2-2         | 西野朗         | 2018 FIFAワールドカップ                 |
| 30. | 2018年6月28日  | ヴォルゴグラード | ヴォルゴグラード・アリーナ               | ポーランド       | ●0-1         | 西野朗         | 2018 FIFAワールドカップ                 |
| 31. | 2018年7月2日   | ロストフ         | ロストフ・アリーナ                       | ベルギー         | ●2-3         | 西野朗         | 2018 FIFAワールドカップ                 |
| 32. | 2019年1月17日  | アル・アイン     | ハリファインターナショナルスタジアム     | ウズベキスタン   | ○2-1         | 森保一         | AFCアジアカップ2019                     |
| 33. | 2019年1月24日  | ドバイ           | アルマクトゥーム・スタジアム             | ベトナム         | ○1-0         | 森保一         | AFCアジアカップ2019                     |
| 34. | 2019年2月1日   | アブダビ         | ザイード・スポーツシティ・スタジアム     | カタール         | ●1-3         | 森保一         | AFCアジアカップ2019                     |
| 35. | 2019年3月22日  | 横浜             | 日産スタジアム                           | コロンビア       | ●0-1         | 森保一         | キリンチャレンジカップ2019              |
| 36. | 2019年3月26日  | 神戸             | ノエビアスタジアム神戸                   | ボリビア         | ○1-0         | 森保一         | キリンチャレンジカップ2019              |

### ゴール
| #  | 開催年月日     | 開催地                       | 対戦国       | 勝敗 | 試合概要                   |
| -- | -------------- | ---------------------------- | ------------ | ---- | -------------------------- |
| 1. | 2014年11月14日 | 日本、豊田                   | ホンジュラス | ○6-0 | キリンチャレンジカップ2014 |
| 2. | 2014年11月14日 | 日本、豊田                   | ホンジュラス | ○6-0 | キリンチャレンジカップ2014 |
| 3. | 2018年6月12日  | オーストリア、インスブルック | パラグアイ   | ○4-2 | 国際親善試合               |
| 4. | 2018年6月12日  | オーストリア、インスブルック | パラグアイ   | ○4-2 | 国際親善試合               |
| 5. | 2018年6月24日  | ロシア、エカテリンブルク     | セネガル     | △2-2 | 2018 FIFAワールドカップ    |
| 6. | 2018年7月2日   | ロシア、ロストフ・ナ・ドヌ   | ベルギー     | ●2-3 | 2018 FIFAワールドカップ    |

## タイトル

### 個人
- J1優秀選手賞：1回 (2011年)
- J2リーグ ベストイレブン：2回 （2023年、2024年）[55]
- J2リーグ 最優秀ゴール賞（2023年）[55]
- JPFAアワード 選手が選ぶJ2ベストイレブン：2回 (2023年、2024年)
- JPFAアワード 選手が選ぶJ2MVP：1回 (2023年)
- J2優秀選手賞：1回 (2024年)

### クラブ
清水エスパルス
- J2リーグ（2024年）